# Mai 1950

## Évènements
- Birmanie : l'armée gouvernementale investit Prome et chasse l'armée du « Drapeau blanc birman » (principal parti communiste de Birmanie) qui se réfugie dans la région de Pégou.

- 3 mai : proclamation de l'égalité des sexes en République populaire de Chine.

- 5 mai : Bhumibol Adulyadej est couronné roi de Thaïlande sous le nom de Rama IX. Sans pouvoir réel, il est contraint d’accepter une situation d’agitation politique et une succession de coups d’État militaires. Il reste un symbole d’unité et de stabilité nationales.

- 7 mai[1] : fondation au Japon de la commission pour la protection des biens culturels (Bunkazai).

- 9 mai : 
  - Déclaration Schuman ; Robert Schuman établit un plan sur l'Europe, proposant à la RFA le pool charbon acier (CECA, Communauté européenne du charbon et de l'acier).
  - Le but du Plan Schuman inspiré par Jean Monnet est de construire entre les Européens des liens économiques et sociaux tellement étroits qu'ils rendent la guerre impossible : « l'Europe se fera par des réalisations concrètes, créant d'abord une solidarité de fait » (Discours de l'Horloge).
  - Création de Seat par l'Instituto Nacional de Industria avec l'aide de Fiat près de Barcelone[2].

- 10 mai : 
  - Coup d’État en Haïti : dictature du colonel Paul Magloire.
  - Premier vol de l'avion de ligne de Havilland DH.114 Heron.

- 12 mai : arrestation du chef du Parti communiste des États-Unis.

- 13 mai (Formule 1) : premier Grand Prix de Formule 1, sur le circuit de Silverstone, en Angleterre. La course se termine par un triplé des Alfa Romeo, l'Italien Giuseppe Farina s'imposant devant son compatriote Luigi Fagioli (2e) et l'Argentin Juan Manuel Fangio (3e).

- 16 - 25 mai[3],[4] : grève générale au Kenya (Nairobi).

- 17 mai : la compagnie aérienne américaine Transcontinental & Western Air est renommée Trans World Airlines (TWA) pour marquer sa vocation planétaire.

- 20 mai : les États-Unis, la France et la Grande-Bretagne signent une convention tripartite dans laquelle ils s’engagent à garantir les limites territoriales issues de la guerre israélo-arabe.

- 21 mai : 
  - Coup d’État au Nicaragua : Anastasio Somoza Garcia reprend le pouvoir (fin en 1956).
  - Deuxième grand prix de F1 de la saison 1950 à Monaco, remporté par José Froilán González sur Maserati 4CLT-48.

- 24 mai, France : une loi fixe la fête des mères au dernier dimanche de mai.

- 25 mai : 
  - Une République des Moluques méridionales est proclamée à Amboine. Après l’échec des négociations, le gouvernement républicain brise l’insurrection en novembre.
  - L'accident du premier prototype Arsenal VG 90 est fatal à Pierre Decroo.

- 30 mai : troisième grand prix de F1 de la saison 1950 aux 500 miles d'Indianapolis, remporté par Johnnie Parsons sur Kurtis Kraft-Offenhauser.

## Naissances
- 2 mai : 
  - Roger Grimes, ancien premier ministre de Terre-Neuve-et-Labrador.
  - Olivier Duhamel, politologue et homme politique français.
- 8 mai : Marc Veyrat, restaurateur Savoyard.
- 11 mai : John F. Kelly, général à la retraite et haut fonctionnaire américain.
- 10 mai : Alain Castet, évêque catholique français, évêque de Luçon.
- 13 mai : Stevie Wonder, chanteur américain.
- 20 mai : Roger Louret, metteur en scène français († 25 Janvier 2023).
- 22 mai : 
  - Irène Frain, femme de lettres, historienne et romancière française.
  - Boukary Kaboré, Ex officier de l'armée et homme politique burkinabé († 13 mai 2023).
- 25 mai : Alain-Julien Rudefoucauld Algérie Écrivain.
- 27 mai : Brent St. Denis, homme politique.
- 29 mai : Gilles Bertrán de Balanda, cavalier de saut d'obstacles.
- 31 mai : 
  - Edgar Savisaar, homme politique estonien († 29 Décembre 2022).
  - François-Xavier Villain, homme politique français († 27  avril 2025).

## Décès
- 1er mai : Mathilde Laigle, universitaire.
- 15 mai : Hervé-Edgar Brunelle, homme politique fédéral provenant du Québec.